# (7741) Fedoseev
(7741) Fedoseev (1983 RR4) – planetoida z pasa głównego asteroid okrążająca Słońce w ciągu 3,65 lat w średniej odległości 2,37 j.a. Odkryta 1 września 1983 roku.